# Cathédrale Saint-François-Xavier d'Hyderabad
La cathédrale Saint-François-Xavier est un édifice religieux catholique qui est église cathédrale du diocèse de Hyderabad, au Sindh (Pakistan).  De dimension modeste l’église fut construite en 1990 pour remplacer un édifice plus ancien.  

## Histoire
Une ancienne église inaugurée le 9 mars 1852, dans le carde de la mission franciscaine au Sindh britannique, et servant de cathédrale depuis la création du diocèse d’Hyderabad (1958) est reconstruite dans les années 1990 par Mgr Bonaventure P. Paul OFM, évêque catholique d’Hyderabad, et ouverte au culte le 23 février 1990. Derrière la cathédrale se trouve le collège Saint-Bonaventure.
Le père Francis Kotwani, premier prêtre catholique sindhi, y fut vicaire durant de nombreuses années. 
En septembre 2012 la cathédrale fut la cible d’émeutes antichrétiennes provoquées par la diffusion en Occident du film pamphlétaire  L'Innocence des musulmans avec lequel les Catholiques du Pakistan n’avaient rien à voir.
En aout 2020, Mgr Samson Shukardin (de) OFM, évêque de Hyderabad, y ordonna prêtre deux jeunes frères franciscains.

## Adresse
- Foujdari Rd, Shahi Bazar, Hyderabad, Sindh 71000, Pakistan.